# Melanustilospora arisari
Melanustilospora arisari är en svampart som först beskrevs av Peglion, och fick sitt nu gällande namn av Denchev 2003. Melanustilospora arisari ingår i släktet Melanustilospora och familjen Urocystidaceae.   Inga underarter finns listade i Catalogue of Life.